# CMM (Coventry)
CMM is een Brits historisch merk van motorfietsen.
De bedrijfsnaam was: Coventry Motor Mart, Coventry.
CCM leverde motorfietsen rond 1920 (mogelijk van 1919 tot 1921). De Britse motorfietsindustrie had tijdens de Eerste Wereldoorlog stilgelegen in na de oorlog ontstond er een grote vraag naar goedkope en lichte vervoermiddelen. CCM sprong daarop in door bij verschillende fabrikanten in Coventry motorfietsen te laten assembleren. De klant kon zijn keuze maken uit 269- en 292cc-Union-tweetaktmotoren waarmee een basismodel werd gemaakt met rechtstreekse riemaandrijving vanaf de krukas naar het achterwiel. Men kon ook duurdere modellen kopen, door de motorfiets uit te breiden met een Burman-tweeversnellingsbak, waardoor een chain-cum-belt drive ontstond. Bovendien konden als optie een kickstarter en een koppeling worden gemonteerd.
Deze motorfietsjes werden voorzien van een CCM-beeldmerk en dan aan de klant geleverd.
Er was nog een merk met de naam CMM, zie CMM (Lyon)